# 아콜레플라스마과
아콜레플라스마과(Acholeplasmataceae)는 몰리쿠테스강에 속하는 세균과의 하나이다. 아콜레플라스마목(Acholeplasmatales)의 유일한 과이며, 아콜레플라스마속(Acholeplasma)과 피토플라스마속(Phytoplasma)을 포함하고 있다. 피토플라스마속은 아직 배양되지 않았기 때문에 후보 속 상태이다. 혐기성 미생물이다. 척추동물과 곤충 또는 식물에 기생하거나 공생하고, 일부는 부생을 한다.

## 하위 분류
- 아콜레플라스마속 (Acholeplasma)
- Ca. 피토플라스마속 (Phytoplasma)